# Hasinaw-uk-kamuy
Hasinaw-uk-kamuy (Ainu ハシナウウッカムイ, dt. „Busch-Inaw empfangende Gottheit“) war die Jagdgöttin der Ainu. Als Mutter galt Cikisani (eine Ulmenart). Ape-huci-kamuy und Nusa-kor-kamuy und andere waren ihre Geschwister. Man verehrte sie als die, die Wild und Jäger zusammenführte, mit den anderen großen Göttern (kamuy) am Nusa. Sie verlieh den Jägern Erfolg und schützte sie vor bösen Geistern.